# Referéndum de Italia de 1993
Los referéndums derogatorios en Italia en 1993 se celebraron los días 18 y 19 de abril y trataron ocho cuestiones distintas. Algunas de las solicitudes de referéndum fueron propuestas por comités, mientras que otras fueron presentadas por consejos regionales.
Se preguntó a los votantes si aprobaban la derogación de las leyes sobre la limitación de la intervención de las unidades locales de salud en el tratamiento de la contaminación ambiental, la limitación del uso de drogas medicinales, las finanzas de los partidos políticos, el uso de la representación proporcional en el Senado de Italia y la regulación de los derechos públicos. bancos, así como la abolición del Ministerio de Políticas Agrícolas, Alimentarias y Forestales, el Ministerio de Participaciones Estatales, el Ministerio de Turismo. Las ocho propuestas fueron aprobadas con un apoyo que va del 55,3% al 90,3%.

## Preguntas

### Competencias de las Unidades Sanitarias Locales
Derogación de las normas sobre controles ambientales realizados por ley por las Unidades Sanitarias Locales (USL). Promovida por la agrupación «Amici della Terra» y Los Verdes.
- Color de la cédula: blanca.[2]

- Pregunta: «¿Quiere la derogación de la ley 23 de diciembre de 1978, n. 833 (institución del servicio nacional de salud), “limitado a: art. 2, segundo párrafo, limitado a las palabras: “h) la identificación y eliminación de las causas de la contaminación de la atmósfera, agua y suelo”; art. 14 , tercer párrafo, limitado a las palabras: "b) higiene ambiental"; art. 18, segundo párrafo: "la misma ley atribuye la gestión de las instalaciones y servicios a que se refiere el párrafo anterior a la unidad local de salud en cuyo territorio se encuentren ubicados y establecer reglas particulares para definir: a) la conexión y coordinación funcional de estos establecimientos con los de las unidades locales de salud correspondientes, mediante formas adecuadas de consulta a los respectivos órganos de dirección; b) las directrices de gestión de los citados controles y servicios y los procedimientos para la adquisición de los elementos adecuados para comprobar su eficacia operativa; c) el mantenimiento de una cuenta de gestión específica adjunta a la cuenta de gestión general de la unidad de salud local responsable del área; d) la composición del órgano de dirección de la unidad local de salud competente para el territorio y su posible articulación con referencia a las necesidades específicas de gestión”; art. 20, primer párrafo, letra a), limitándose a las palabras: “de vida y ", y la letra c), limitada a las palabras "vida y"; art. 21, segundo párrafo, limitada a las palabras: "y protección del medio ambiente", así como las palabras: "higiene ambiental y"; art. 22; El artículo 66, primer párrafo, letra a), limitándose a las palabras: “incluidos los bienes muebles e inmuebles y el equipo de los laboratorios de higiene y profilaxis”?».

### Estupefacientes y sustancias psicotrópicas
Derogación de las penas por tenencia personal de estupefacientes. Promovida por los Radicales.
- Color de la cédula: naranja.[3]

- Pregunta: «¿Quiere que sean derogados el art. 2, párrafo 1, letra e), punto 4 (los límites y métodos de uso de las drogas sustitutivas); Arte. 72, párrafo 1 (Queda igualmente prohibido el uso personal de las sustancias estupefacientes o psicotrópicas a que se refieren las tablas I, II, III y IV, previstas en el art. 14. Cualquier uso de las sustancias estupefacientes o psicotrópicas no autorizado de acuerdo con el presente Reglamento Actuar); Arte. 72, párrafo 2, limitado a las palabras: "a que se refiere el párrafo 1"; Arte. 73, párrafo 1, limitado a las palabras: "y 76"; Arte. 75, párrafo 1, limitado a las palabras: "en una dosis que no exceda del promedio diario, determinada sobre la base de los criterios indicados en el párrafo 1 del artículo 78"; Arte. 75, párrafo 12, limitado a las palabras: "haciéndole saber las consecuencias que puede enfrentar. Si el interesado no comparece ante el prefecto, o declara rechazar el programa o lo interrumpe nuevamente sin razón justificada, el prefecto lo informa al fiscal de la República en el juzgado de paz o al fiscal en el juzgado de menores, transmitiendo los documentos a los efectos de la aplicación de las medidas a que se refiere el artículo 1 y 2 de este artículo.”; Arte. 75, párrafo 13, limitado a las palabras: "y en el art. 76"; Arte. 76; Arte. 78, apartado 1, limitado a las letras b) (los métodos para cuantificar la ingesta habitual en veinticuatro horas) y c) (los límites cuantitativos máximos del principio activo para las dosis medias diarias); Arte. 80, párrafo 5 (Las penas previstas en el artículo 76 se aumentan en la medida establecida por este artículo cuando concurran las circunstancias allí previstas, salvo lo señalado en el párrafo 2); Arte. 120, apartado 5 (En todo caso, sin perjuicio de lo dispuesto en el apartado 6, y tras haber informado al interesado de su derecho al anonimato de conformidad con lo dispuesto en los apartados 3 y 6, deberá remitir al citado servicio un tarjeta que contiene los datos generales del interesado, la profesión, el grado de instrucción, los datos de anamnesis y diagnósticos y los resultados de las investigaciones de las terapias practicadas); Arte. 121, párrafo 1 (El médico que visita o asiste a una persona que hace uso personal de estupefacientes o sustancias psicotrópicas debe denunciarlo al servicio público de toxicomanía competente en el territorio. La denuncia se hace sin perjuicio de la obligación anonimato) del Decreto Presidencial 9 de octubre de 1990, n. 309, “texto refundido de las leyes en materia de disciplina de estupefacientes y sustancias psicotrópicas, prevención, tratamiento y rehabilitación de los estados relativos de adicción”».

### Financiamiento público de los partidos políticos
Supresión del sistema de financiación pública de los partidos políticos. Promovida por los Radicales.
- Color de la cédula: marrón.[4]

- Pregunta: «¿Quiere que se deroguen los artículos. 3 y 9 de la ley 2 de mayo de 1974, n. 195: "Contribución del Estado al financiamiento de los partidos políticos", modificado y complementado: por la ley n. 11: "Modificaciones a la ley nº 195 de 2 de mayo de 1974"; del arte 3, párrafo 1 (Para el año 1980, la suma a pagar como contribución a que se refiere el primer párrafo del art. 3 de la ley de 2 de mayo de 1974, n. 195, se fija en 72.630 millones de liras. A partir del 1 enero de 1981 la misma suma se fija en 82.886 millones de liras por año) y por el párrafo 6 (El porcentaje mencionado en la primera y segunda frase del último párrafo del art.3 de la ley 2 de mayo de 1974, n. 195, es reducido al 90 por ciento) de la ley 18 noviembre 1981, n. 659: "Modificaciones y adiciones a la ley n. 195, de 2 de mayo de 1974, sobre la contribución del Estado a la financiación de los partidos políticos"?».

### Cajas de ahorros y montes de piedad
Derogación de las reglas para los nombramientos a la parte superior de los bancos públicos. Promovida por el «Comitato Giannini».
- Color de la cédula: rosa.[5]

- Pregunta: «¿Quiere el artículo 2 del real decreto-ley de 24 de febrero de 1938, n. 204 que contiene "reglas para la administración de las cajas de ahorro y montes de piedad de primera categoría" convertido en ley por la ley n. 778?"».[5]

### Supresión de Ministerio de Participación Estatal
Derogación de la ley que crea el Ministerio de la Participación Estatal. Promovida por el Comité de Reforma Democrática. En el momento del referéndum el Istituto per la Ricostruzione Industriale (IRI), el principal aparato de gestión de acciones, era el séptimo conglomerado más grande del mundo con más de 67 mil millones de dólares en facturación a pesar de la primera fase de desmovilización de sus participaciones en la década de 1980.
- Color de la cédula: gris.[6]

- Pregunta: «¿Quiere la ley 22 de diciembre de 1956, n. 1589, sobre el "Establecimiento del Ministerio de las participaciones estatales"? ».

### Elección del Senado de la República
Derogación de partes de la ley electoral para que el Senado introduzca el sistema de mayoría. Promovido por los Radicales y Mario Segni.
- Color de la cédula: púrpura.[8]

- Pregunta: «¿Quiere que se derogue la ley del 6 de febrero de 1948, n. 29, que contiene "reglas para la elección del Senado de la República", limitada a las siguientes partes: art. 17, segundo párrafo, limitado a las palabras "65 por ciento de los votantes"; Arte. 18, primer párrafo, limitándose a las palabras "a la secretaría del Senado, que expide recibo, si el candidato ha sido proclamado y, en caso contrario"; Arte. 19, primer párrafo, limitado a las palabras "o comunicaciones de proclamación"; segundo párrafo, limitado a las palabras "presentado en los colegios"; tercer párrafo, modificado por el art. 1 de la ley de 26 de abril de 1967, n. 262, limitado a la palabra "antedicho"; último párrafo, limitándose a la palabra "únicamente" así como a las palabras "el candidato que haya obtenido el mayor número de votos válidos en dicho colegio, y"?».

### Supresión del Ministerio de Agricultura y Silvicultura
Derogación de la ley que crea el Ministerio de Agricultura y Silvicultura. Promovido por las regiones de Trentino-Alto Adige, Umbria, Piamonte, Valle d'Aosta, Lombardía, Marche, Basilicata, Toscana, Emilia Romaña y Véneto.
- Color de la cédula: verde.[10]

- Pregunta: «Quiere usted que se derogue lo siguiente: - el art. 1 del Real Decreto de 12 de septiembre de 1929, n. 1661 (Transformación del Ministerio de Economía Nacional en Ministerio Agropecuario y Forestal; establecimiento en el Ministerio Agropecuario y Forestal de la Subsecretaría de Estado para la aplicación de las leyes sobre recuperación integral; establecimiento en el Ministerio de Sociedades de un segundo cargo de subsecretario de Estado, modificación de la denominación del Ministerio de Educación Pública por el de Ministerio de Educación Nacional y creación del cargo de Subsecretario de Estado de Educación Física y de la Juventud en dicho Ministerio); - el real decreto núm. 1663, "División de servicios, ya a cargo del Ministerio de Economía Nacional, entre el Ministerio de Agricultura y Bosques y el Ministerio de Sociedades Anónimas"?».

### Supresión del Ministerio de Turismo y Espectáculos
Derogación de la ley que crea el Ministerio de Turismo y Espectáculos. Promovido por las regiones de Trentino-Alto Adige, Umbria, Piamonte, Valle d'Aosta, Lombardía, Marche, Basilicata, Toscana, Emilia Romaña y Véneto.
- Color de la cédula: azul.[12]

- Pregunta: «¿Quiere que se derogue la ley núm. 617 'establecimiento del Ministerio de Turismo y Espectáculos'?».

## Resultados
|                                  | 1ª pregunta | 1ª pregunta | 2ª pregunta | 2ª pregunta | 3ª pregunta | 3ª pregunta | 4ª pregunta | 4ª pregunta |
| Votos                            | Porcentaje  | Votos       | Porcentaje  | Votos       | Porcentaje  | Votos       | Porcentaje  |             |
| -------------------------------- | ----------- | ----------- | ----------- | ----------- | ----------- | ----------- | ----------- | ----------- |
| Sí                               | 28.415.407  | 82,57%      | 19.255.915  | 55,36%      | 31.225.867  | 90,25%      | 31.046.262  | 89,80%      |
| No                               | 5.997.236   | 17,43%      | 15.529.815  | 44,64%      | 3.373.039   | 9,75%       | 3.524.781   | 10,20%      |
| Votos válidos                    | 34.412.643  |             | 34.785.730  |             | 34.598.906  |             | 34.571.043  |             |
| Votos nulos y blancos            | 2.433.063   |             | 2.125.668   |             | 2.297.350   |             | 2.285.008   |             |
| Total/Participación              | 36.845.706  | 76,85%      | 36.911.398  | 76,98%      | 36.896.256  | 76,95%      | 36.856.051  | 76,87%      |
| Fuente: Ministerio del Interior. |             |             |             |             |             |             |             |             |

|                                  | 5ª pregunta | 5ª pregunta | 6ª pregunta | 6ª pregunta | 7ª pregunta | 7ª pregunta | 8ª pregunta | 8ª pregunta |
| Votos                            | Porcentaje  | Votos       | Porcentaje  | Votos       | Porcentaje  | Votos       | Porcentaje  |             |
| -------------------------------- | ----------- | ----------- | ----------- | ----------- | ----------- | ----------- | ----------- | ----------- |
| Sí                               | 31.234.897  | 90,11%      | 28.936.747  | 82,74%      | 24.325.394  | 70,23%      | 28.528.528  | 82,28%      |
| No                               | 3.428.899   | 9,89%       | 6.034.640   | 17,26%      | 10.313.117  | 29,77%      | 6.143.898   | 17,72%      |
| Votos válidos                    | 34.663.796  |             | 34.971.387  |             | 34.638.511  |             | 34.672.426  |             |
| Votos nulos y blancos            | 2.187.362   |             | 1.951.003   |             | 2.230.123   |             | 2.191.440   |             |
| Total/Participación              | 36.851.158  | 76,86%      | 36.922.390  | 77,01%      | 36.868.634  | 76,89%      | 36.863.866  | 76,88%      |
| Fuente: Ministerio del Interior. |             |             |             |             |             |             |             |             |

Resultados de la 2ª pregunta (estupefacientes y psicotrópicos) por provincia.
Resultados de la 6ª pregunta (elección del Senado) por provincia.